# 巴伐利亞國立圖書館

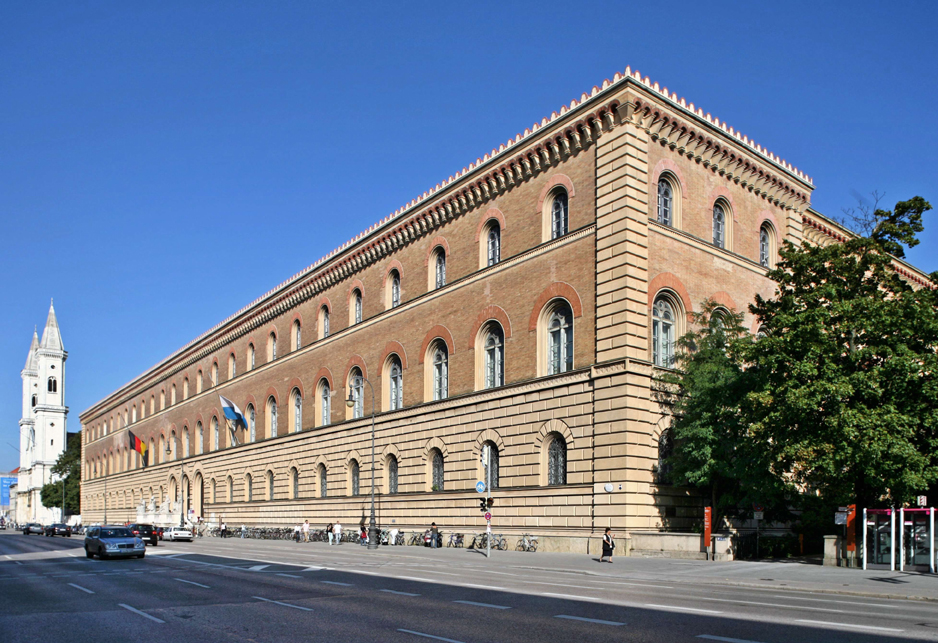
巴伐利亚国立图书馆

巴伐利亚国立图书馆（又稱巴伐利亞國家圖書館；華語地區通稱巴伐利亞州立圖書館，又譯作巴伐利亞邦立圖書館，亦可按德語譯作拜仁州立圖書館），位于德國巴伐利亞州慕尼黑，是歐洲最重要的綜合型圖書館之一，同時也是一座享譽全球的頂級國際學術圖書館。與柏林国立图书馆、德國國家圖書館一起扮演德國國立圖書館的角色。

## 歷史
圖書館於1558年創建，維特爾斯巴赫皇族的公爵奥爾伯倫特五世（Herzog Albrecht V）在收購了奧地利宰相與東方學者魏特曼斯泰德（Johann Albrecht Widmannstetter）的全部收藏基礎上開設的一家宮廷圖書館。1571年圖書館又成功地從富商福格（Johann Jakob Fugger）手上購得全部藏書，其中包括人文學家哈特曼·謝德爾（Hartmann Schedel）的私人收藏。
1663年巴伐利亞王國頒發了呈繳本法規，即在巴伐利亞出版的印刷品必須呈送宮廷圖書館二份，此項法規一直延續至今。
隨著巴伐利亞宗教世俗化的演變以及曼海姆選帝侯庫爾普法爾茨宮廷圖書館的介入，圖書館的藏書在1802至1804年間劇增到550000冊和18600件手稿。
自1919年宮廷圖書館正式更名為巴伐利亚国立图书馆。二戰期間雖然對圖書作了部分轉移，但仍然使藏書遭受了近500000冊的損失。圖書館大樓百分之八十五以上被炸毀。1946年起人們開始修復圖書館建築和追回昔日藏書，直到南輔樓竣工后整個圖書館修復工程結束。1988年位于慕尼黑郊區的加興圖書館倉庫投入使用。
1997年圖書館内新建了慕尼黑數位化中心，2007年正式宣佈與谷歌聯手讓其失去版權的書籍逐漸數位化。

## 藏書
- 約9,390,000冊
- 約92,000件手稿	例如：
  - Codex aureus 金黃色聖書抄本
  - Nibelungenlied 尼伯龍根之歌（A型手稿）
  - Carmina Burana 布蘭詩歌
  - Freisinger Denkmäler 弗賴辛重點文物
  - Perikopenbuch Kaiser Heinrichs II 聖亨利二世聖書日課
  - 巴比倫塔木德
  - Orlando di Lasso 奧蘭多·迪·拉索合唱樂譜
- 52,500餘种紙質和電子雜誌
- 9,660种搖籃本中19,900 冊（大約是全世界28,000件尚存的搖籃本的三分之一）例如：
  - 古騰堡聖經
  - 土爾其日曆（古騰堡1454年印的日曆）
- 35,000冊數字圖書（數據量為103兆兆字節）

## 使用
閲覽室每日接納3000餘讀者，普通閲覽室每天從早上8點開到夜間24點，室内存置約130000冊開放書，其中大部分是工具書。報刊雜誌閲覽室備有18000种最新流行雜誌。善本古籍部、地圖圖片部、音樂部，東歐部，近遠東部都擁有自己獨特的書籍開放閲覽室。每天約有1500冊讀者預定的圖書運往普通閲覽室。

## 网路連接
- 公開网頁（德文） （页面存档备份，存于）
- 公開网頁（英文） （页面存档备份，存于）
- 數字收藏（英文）（页面存档备份，存于）